# کمیت فیزیکی
کمیت فیزیکی (به انگلیسی: Physical quantity) مقدار عددی ویژگی‌ای قابل اندازه‌گیری است که یکی از حالات فیزیکی سامانه را بیان می‌دارد.
تغییر کمیت‌های فیزیکی یک مجموعه بیان‌گر انتقال و تحول بین حالت‌های لحظه‌ای آن سامانه است.
برای مثال مقادیر دما، حجم، انرژی درونی و جرم اتمی همگی کمیت‌هایی فیزیکی هستند که حالت مقدار معینی گاز را توصیف می‌کنند. در مثالی دیگر همین‌طور شدت جریان، تعداد چرخش‌ها و ضریب خود القایی توصیف‌کننده وضعیت یا حالت یک سیم‌پیچ اند.

## لیست کمیت های فیزیکی
نام کمیت های فیزیکی در به صورت بین المللی یکسان نیست و در کشور های مختلف نام یک کمیت ممکن است متفاوت باشد.

### کمیت های پایه
| نام کمیت       | نام لاتین           | نماد | مفهوم                                             | یکای SI         | بعد      | توضیحات                      |
| -------------- | ------------------- | ---- | ------------------------------------------------- | --------------- | -------- | ---------------------------- |
| مقدار ماده     | amount of substance | n    | تعداد ذرات موجود در یک ماده، نسبت به عدد آووگادرو | مول ( mol )     | N        | این کمیت یک کمیت نرده ای است |
| طول            | length              | ℓ    | فضای اشغال شده در یک بعد                          | متر ( m )       | L        |                              |
| زمان           | time                | t    | مدت زمان یک پدیده                                 | ثانیه ( s )     | T        | کمیت نرده ای                 |
| جرم            | mass                | m    | مقاومت یک جسم در برابر شتاب                       | کیلو گرم ( kg ) | M        |                              |
| دما            | temperature         | T    | میانگین انرژی جنبشی یک سیستم                      | کلوین ( K )     | Θ or [K] |                              |
| جریان الکتریکی | electric current    | I    | بار الکتریکی عبوری بر حسب زمان                    | آمپر ( A )      | I        |                              |
| شدت نور        | luminous intensity  | Iv   | مقدار نور تابش شده در یک سوی مشخص                 | کندلا ( cd )    | J        |                              |

#### کمیت های فرعی نرده ای
| نام کمیت     | نام لاتین       | نماد | مفهوم                                                        | یکای SI                | بعد           | توضیحات |
| ------------ | --------------- | ---- | ------------------------------------------------------------ | ---------------------- | ------------- | ------- |
| شدت تابش     | Illuminance     | Ev   | شدت نور تابش شده در واحد سطح                                 | لوکس (‌ lx = cd.sr/m² ) | J.L−2         |         |
| حجم ویژه     | specific volume | v    | حجم یک جسم در واحد جرم                                       | m3Kg−1                 | L3M−1         |         |
| کار          | work            | W    | انرژی انتقال یافته                                           | ژول ( kg.m2/s2 = J )   | L2MT2         |         |
| نیرو         | force           | F    | تغییرات تکانه برحسب زمان                                     | نیوتن ( N = Kg.m/s² )  | LMT2          |         |
| نیمه عمر     | half-life       | ½t   | مدت زمان مورد نیاز برای تبدیل یک کمیت به نصف مقدار اولیه خود | ثانیه ( s )            | T             |         |
| حجم          | volume          | V    | فضای اشغال شده در سه بعد                                     | متر مربع ( m³ )        | M³            |         |
| گرما         | Heat            | Q    | انرژی گرمایی                                                 | ژول ( kg.m2/s2 = J )   | L2MT2         |         |
| گرانروی      | Vicosity        | η    | اصطکاک درونی یک مایع                                         | پاسکال ثانیه ( Pa.s )  | ML−1T−1       |         |
| بار الکتریکی | electric charge | Q    |                                                              | کولن ( C = A.s )       | T.I           |         |
| ظرفیت خازن   | Capacitate      | C    | بار ذخیره شده بر حسب پتانسیل الکتریکی                        | فاراد ( F = C/V )      | L−2 M−1 T4 I2 |         |